# Kurt Stahl

Kurt Stahl

Carl Wilhelm Curt Stahl, auch Kurt Stahl geschrieben, (* 3. Februar 1901 in Potsdam; † 17. August 1975 in Northeim) war ein deutscher Politiker (NSDAP).

## Leben und Tätigkeit
Stahl war ein Sohn des Oberpostschaffners Hugo Stahl. Stahl besuchte die Volksschule und eine Präparandenanstalt, wo er die Befähigung zum einjährigen-freiwilligen Militärdienst erwarb.
Von 1915 bis 1918 absolvierte Stahl eine dreijährige kaufmännische Lehrzeit in einer Spinnerei und Weberei. Anschließend war er ununterbrochen in Firmen der Industrie und des Großhandels tätig, zuletzt als Geschäftsführer eines Fabrikbetriebs in Lippstadt.
Von 1933 bis 1937 amtierte Stahl als Kreisleiter der NSDAP in Lippstadt. Ab dem 15. März 1937 leitete dann das Gaupersonalamt der NSDAP in Westfalen-Süd. Diese Stellung hatte er bis zum September 1943 inne. Im Oktober 1942 übernahm er zusätzlich kommissarisch den Posten des Gaustabsamtleiters. Im Sommer 1942 war er zudem vorübergehend stellvertretender Gauorganisationsleiter der NSDAP.
Neben seiner Parteitätigkeit nahm Stahl diverse öffentliche Ämter wahr: Seit 1933 war er Stadtverordneter in Lippstadt und Vorsitzender der Stadtverordnetenfraktion der NSDAP in dieser Stadt. Vom 2. Februar 1934 bis zum 14. März 1937 war er 1. Kreisdeputierter des Landkreises Lippstadt. Und von 1934 bis 1937 war er zudem Mitglied des Kreisverwaltungsgerichts Lippstadt.
Im September 1943 wechselte Stahl in die Parteikanzlei der NSDAP, die von Martin Bormann geleitete Zentrale des Parteiapparats der NSDAP.
Stahl trat am 20. Oktober 1942 im Nachrückverfahren für den verstorbenen Abgeordneten Albert Meister in den nationalsozialistischen Reichstag ein, dem  er bis zum Ende der NS-Herrschaft im Frühjahr 1945 als Vertreter des Wahlkreises 18 (Westfalen-Süd) angehörte.